# Live at the BBC (album d'Electric Light Orchestra)
Pour les articles homonymes, voir Live at the BBC.
Albums de Electric Light Orchestra
Live at Wembley '78
(1998) Zoom
(2001)
Live at the BBC est un album live d'Electric Light Orchestra sorti en 1999. Il retrace plusieurs performances données pour la BBC entre 1973 et 1976.

## Titres
Toutes les chansons sont de Jeff Lynne, sauf mention contraire.

### Disque 1
Les titres 1-4 ont été enregistrés au Paris Cinema (Lower Regent Street, Londres) le 19 avril 1973 ; les titres 5 à 11 l'ont été à l'Hippodrome de Golders Green le 25 janvier 1974.
1. From the Sun to the World
2. Kuiama
3. In the Hall of the Mountain King (Grieg)
4. Roll Over Beethoven (Berry)
5. King of the Universe
6. Bluebird is Dead
7. Oh No Not Susan
8. New World Rising
9. Violin Solo / Orange Blossom Special (Kaminski / Rouse)
10. In the Hall of the Mountain King (Grieg)
11. Great Balls of Fire (Hammer, Blackwell)

### Disque 2
Les titres de ce disque ont été enregistrés au Guildhall de Portsmouth le 22 juin 1976.
1. Fire on High
2. Poker
3. Nightrider
4. Medley - On the Third Day
5. Showdown
6. Eldorado Overture / Can't Get It Out of My Head
7. Poor Boy (The Greenwood)
8. Illusions in G Major
9. Strange Magic
10. Evil Woman
11. Ma-Ma-Ma Belle